# Сосновка (река, впадает в Байкал)
Сосно́вка — река в России, в Северо-Байкальском районе Бурятии, на территории Баргузинского заповедника. Впадает в озеро Байкал.

## География
Длина реки — 29 км.
Берёт начало в западных отрогах Баргузинского хребта, в 19 км по прямой к востоку от бухты Сосновка, при слиянии Левой Сосновки и Правой Сосновки, и течёт в западном направлении.
У истока река имеет следующие характеристики: ширина — 31 метр, глубина — 0,8 метра, грунт дна каменистые. В устье река имеет следующие характеристики: ширина — 46 метров, глубина — 1,3 метра, грунт дна твёрдый.
Поселения на берегах реки отсутствуют.
Река с востока впадает бухту Сосновка озера Байкал.
Протекает преимущественно в гористой местности, устье низменное. Климат резко континентальный.

## Притоки
По расстоянию от устья:
- 12 км — Бударман (правый)[4] (54°13′49″ с. ш. 109°39′44″ в. д.HGЯO)
- 29 км — Левая Сосновка (левый)[5] (54°09′59″ с. ш. 109°50′36″ в. д.HGЯO)
- 29 км — Правая Сосновка (правый)[6] (54°09′59″ с. ш. 109°50′36″ в. д.HGЯO)

## Данные водного реестра
По данным государственного водного реестра России и геоинформационной системы водохозяйственного районирования территории РФ, подготовленной Федеральным агентством водных ресурсов:
- Бассейновый округ — Ангаро-Байкальский
- Речной бассейн — бассейны малых и средних притоков средней и северной части озера Байкал
- Речной подбассейн — отсутствует
- Водохозяйственный участок — бассейны рек средней и северной части озера Байкал от восточной границы бассейна реки Ангары до северо-западной границы бассейна реки Баргузин.